# Naryszkino (obwód niżnonowogrodzki)
Naryszkino (ros. Нарышкино) – wieś (sieło) w Rosji, w obwodzie niżnonowogrodzkim, w rejonie wozniesieńskim. W 2010 liczyła 1096 mieszkańców.